# The Love Pirate (film 1915)
The Love Pirate è un cortometraggio muto del 1915. Non si conosce il nome del regista del film, sceneggiato da Theodosia Harris.

## Produzione
Il film fu prodotto dalla Reliance Film Company.

## Distribuzione
Distribuito dalla Mutual Film, il film - un cortometraggio di due bobine - uscì nelle sale cinematografiche USA il 30 gennaio 1915.